# Bufotenin
Bufotenin (von Bufo – Kröte) ist ein psychedelisch wirksames halluzinogenes Tryptamin-Alkaloid. Bufotenin ist eng mit dem menschlichen Neurotransmitter Serotonin verwandt und ist ein Strukturisomer des Pilzhalluzinogens Psilocin.

## Wirkung
Die Wirkung gleicht im Wesentlichen dem sehr ähnlichen Psilocin, dem Abbauprodukt des Psilocybins. Optische Halluzinationen wie Lichtblitze treten zusammen mit Schwindelgefühlen, Bluthochdruck und Verwirrungszuständen auf. Auch Brechreiz und Tachykardie sind möglich.
Die halluzinogene Wirkung galt lange Zeit als umstritten. Erste Hinweise wurden in den 1950er Jahren gefunden. Versuche am Menschen in den folgenden Jahrzehnten ergaben kein einheitliches Bild. Da die Droge auch psychisch Kranken und Inhaftierten gegen ihren Willen verabreicht wurde, dürfte das Setting in diesen Fällen eher ungünstig gewesen sein. Dagegen finden sich zahlreiche Berichte über eine kultische Nutzung (siehe Vorkommen). Die Reinsubstanz spielt als Rauschmittel keine Rolle und findet auch pharmazeutisch keine Anwendung.

## Vorkommen
Bufotenin findet sich in der Natur in verschiedenen Pflanzen und ist eine der wenigen psychoaktiven Drogen, die auch aus Tieren gewonnen wird. Daneben wurde die Substanz in geringen Mengen im menschlichen Urin nachgewiesen und scheint ein normales Abbauprodukt des menschlichen Stoffwechsels zu sein.

### Vorkommen in Pflanzen

#### Anadenanthera peregrina

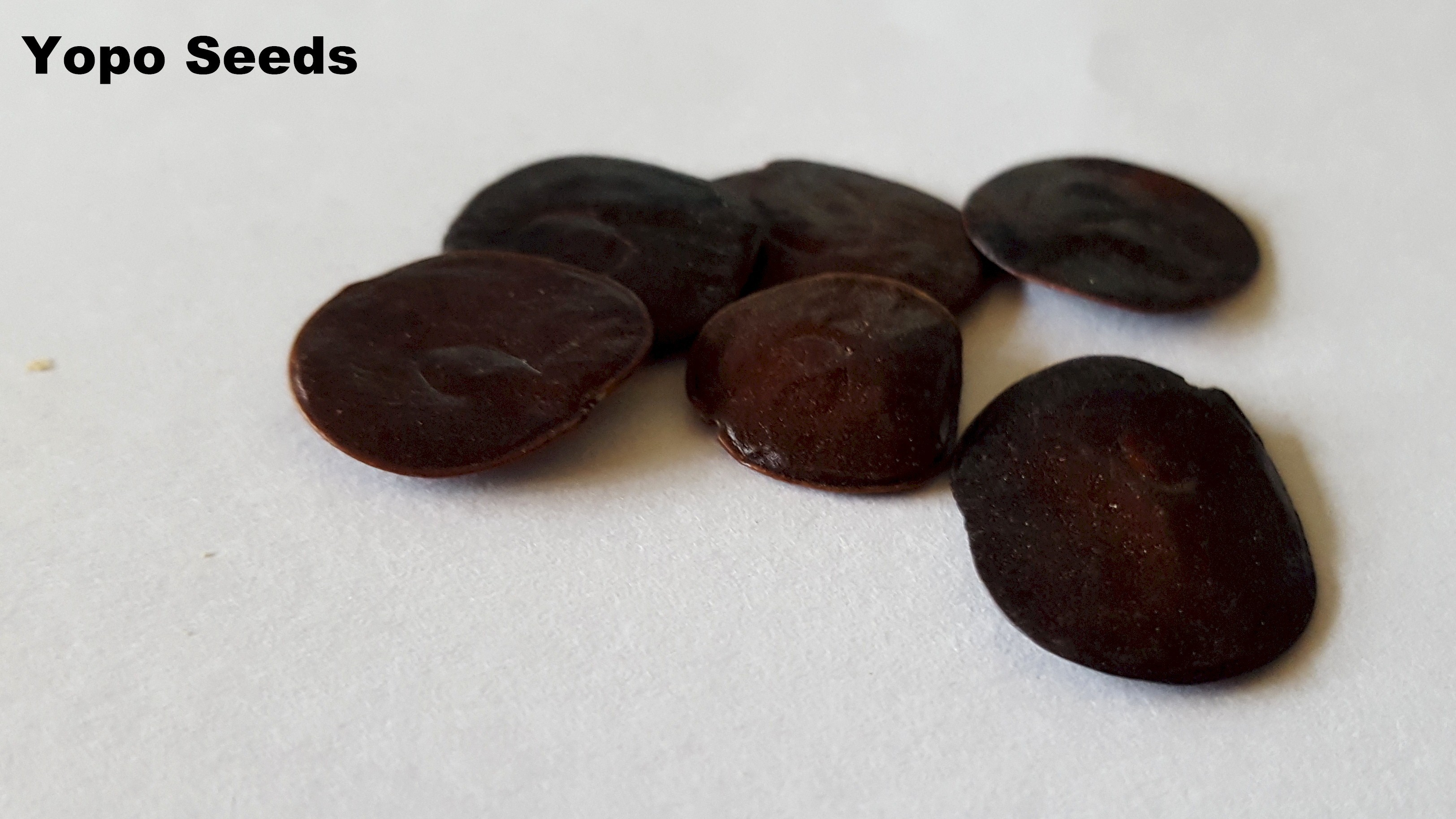
Samen des mehrjährigen Yopo-Baums (Anadenanthera Peregrina) haben eine lange Geschichte entheogenen Gebrauchs

Anadenanthera peregrina ist ein Baum aus der Familie der Hülsenfrüchtler. Die Samen werden getrocknet, geröstet und zu Pulver zermahlen. Aus diesem stellen verschiedene südamerikanische Indianerstämme halluzinogene Schnupfpulver zur Erzeugung spiritueller Erfahrungen her. Im Orinoco-Becken wird die Droge Yopo und Ebena genannt. In der Karibik war sie als Cohoba bekannt, wird heute dort aber nicht mehr gebraucht.

#### Anadenanthera colubrina
Anadenanthera colubrina ist nah verwandt mit Anadenanthera peregrina. Auch hier werden die bufoteninhaltigen Samen zermahlen und als Schnupfpulver konsumiert. Das Pulver ist bei Indianern in Peru und Argentinien unter den Namen Vilca oder Huilca bekannt und es gibt tausende Jahre alte Belege eines Gebrauchs der Samen.

### Vorkommen in Tieren
Bufotenin findet sich im Hautsekret verschiedener Kröten. Kulturhistorisch bedeutend ist vor allem die Aga-Kröte.

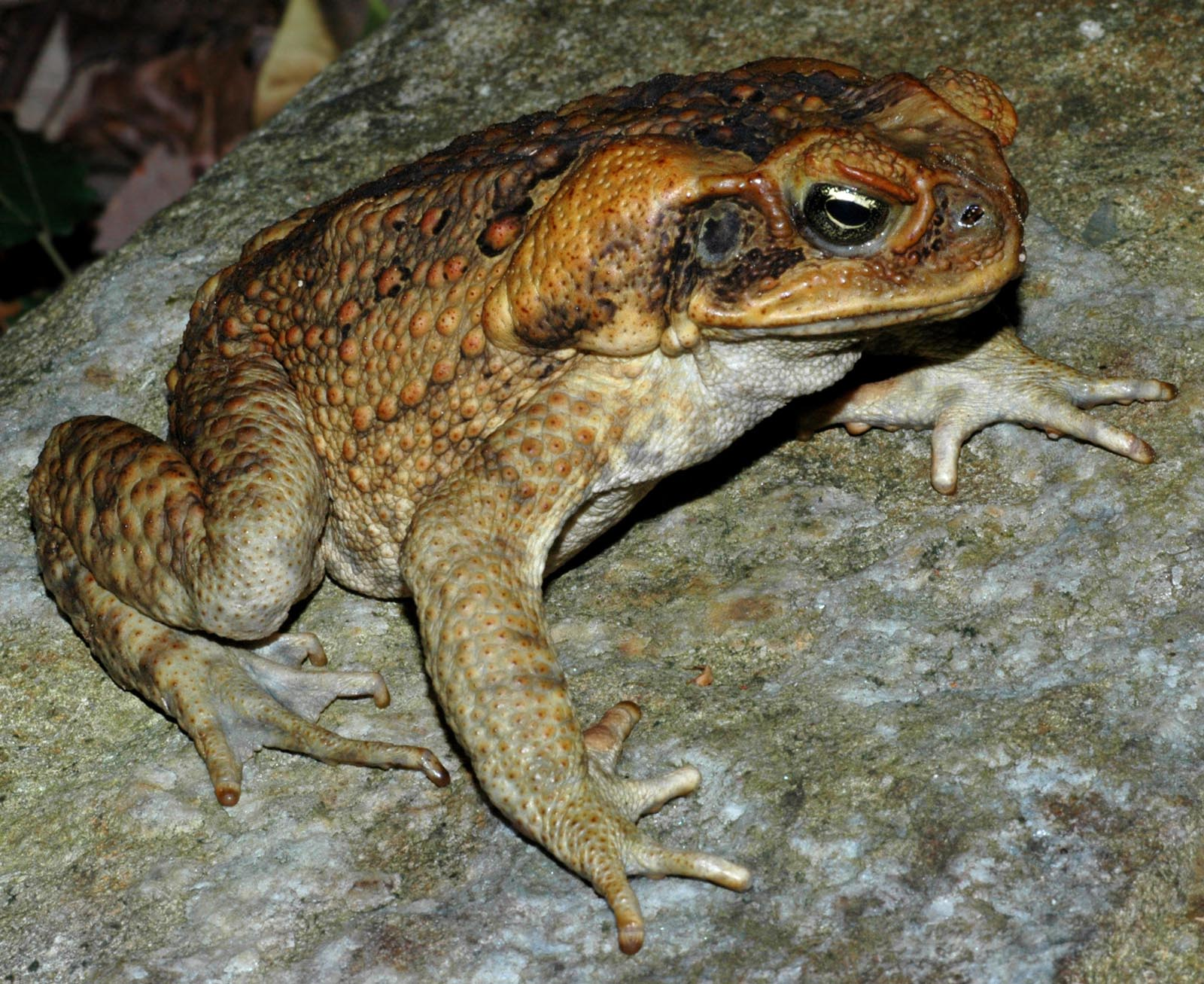
Aga-Kröte

Im mexikanischen Veracruz wurde aus ihr früher ein halluzinogener Trank bereitet, der im Rahmen von Initiationsriten verwendet wurde. Aus Australien ist in den 1990er-Jahren öfter über den neu aufgekommenen Brauch des Krötenleckens berichtet worden. Dabei wird durch Massieren der Kröte das giftige Sekret abgesondert und anschließend aufgeleckt. Wie verbreitet dieser Brauch tatsächlich ist oder in welchem Umfang es sich dabei um ein von der Presse übertriebenes Phänomen handelt, lässt sich nicht mit Sicherheit sagen. In jedem Fall ist der orale Konsum des Sekrets nicht ungefährlich, da neben Bufotenin noch Herzgifte im Bufotoxin enthalten sind. Ihre Wirkung gleicht den Digitalisglykosiden. Um die Giftwirkung zu umgehen, wird das Krötensekret geraucht. Während die giftigen Bestandteile des Sekrets dabei angeblich zerstört werden, soll das chemisch sehr stabile Bufotenin erhalten bleiben.
Neben der Aga-Kröte wurde Bufotenin auch bei der Colorado-Kröte, der Sandkröte, der auch in Mitteleuropa heimischen Erdkröte, der Wechselkröte und anderen Arten der Echten Kröten nachgewiesen.

### Sonstige Vorkommen
In geringen Mengen wurde Bufotenin im Gelben Knollenblätterpilz, Fliegenpilz, Porphyrbraunen Wulstling und Pantherpilz sowie in Rhizomen von Schilfrohr gefunden.

## Rechtsstatus
In den USA ist Bufotenin eine Schedule I Drug und damit nicht verkehrsfähig.